# دینا دیویس
دِینا دیویس (انگلیسی: Dana Davis؛ زادهٔ ۴ اکتبر ۱۹۷۸) هنرپیشه اهل ایالات متحده آمریکا است که از سال ۲۰۰۰ میلادی تاکنون مشغول فعالیت بوده‌است.
از فیلم‌ها یا برنامه‌های تلویزیونی که وی در آن نقش داشته‌است می‌توان به قهرمان‌ها و صدایت را ببر بالا اشاره کرد.